# Heinrich Tilly
Heinrich Tilly (* 10. Mai 1931 in Telfs; † 27. Februar 2022 ebenda) war ein österreichischer Bildhauer und Maler.

## Leben

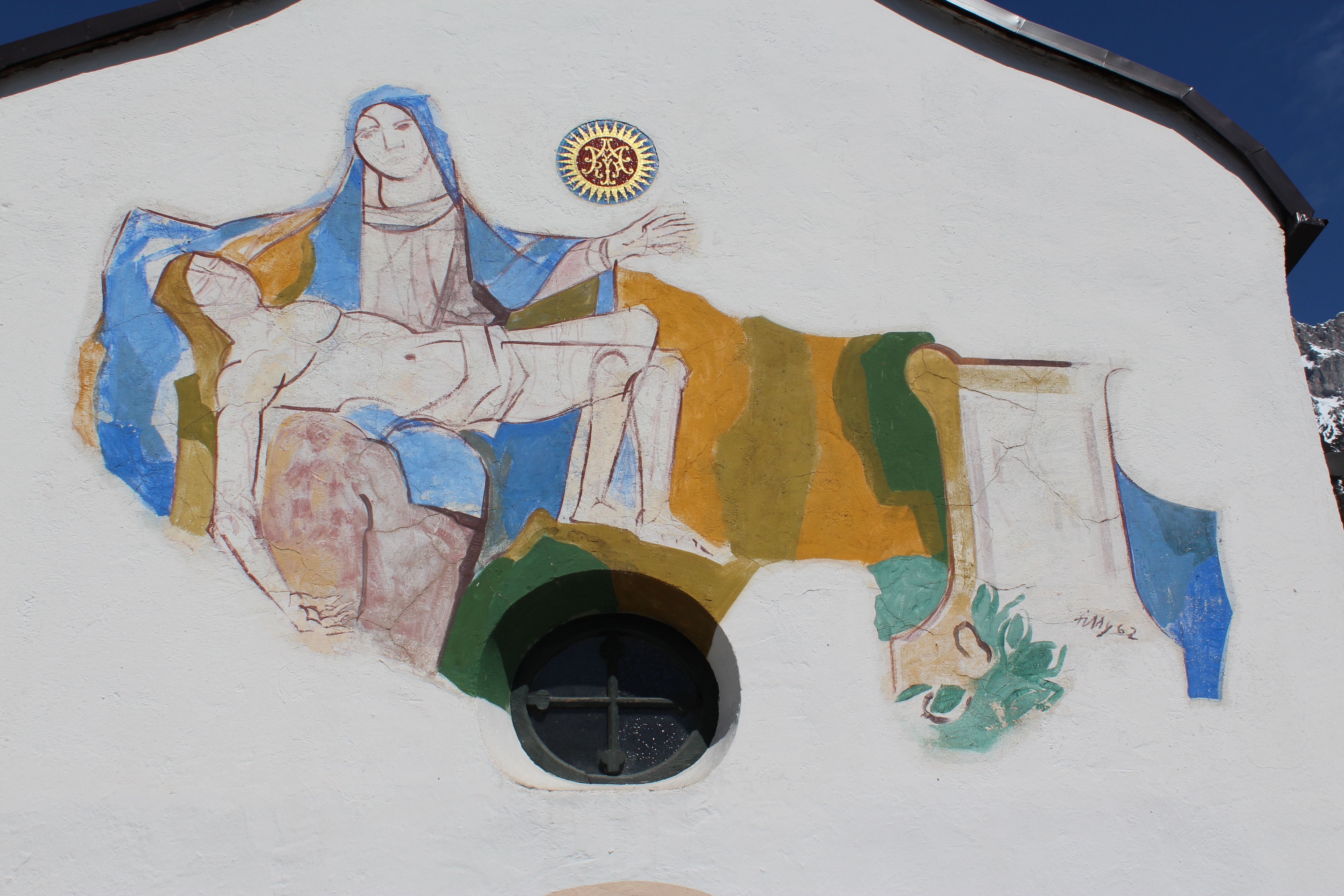
Fassadenmalerei Pietà, Emat-Kapelle, Telfs (1962)

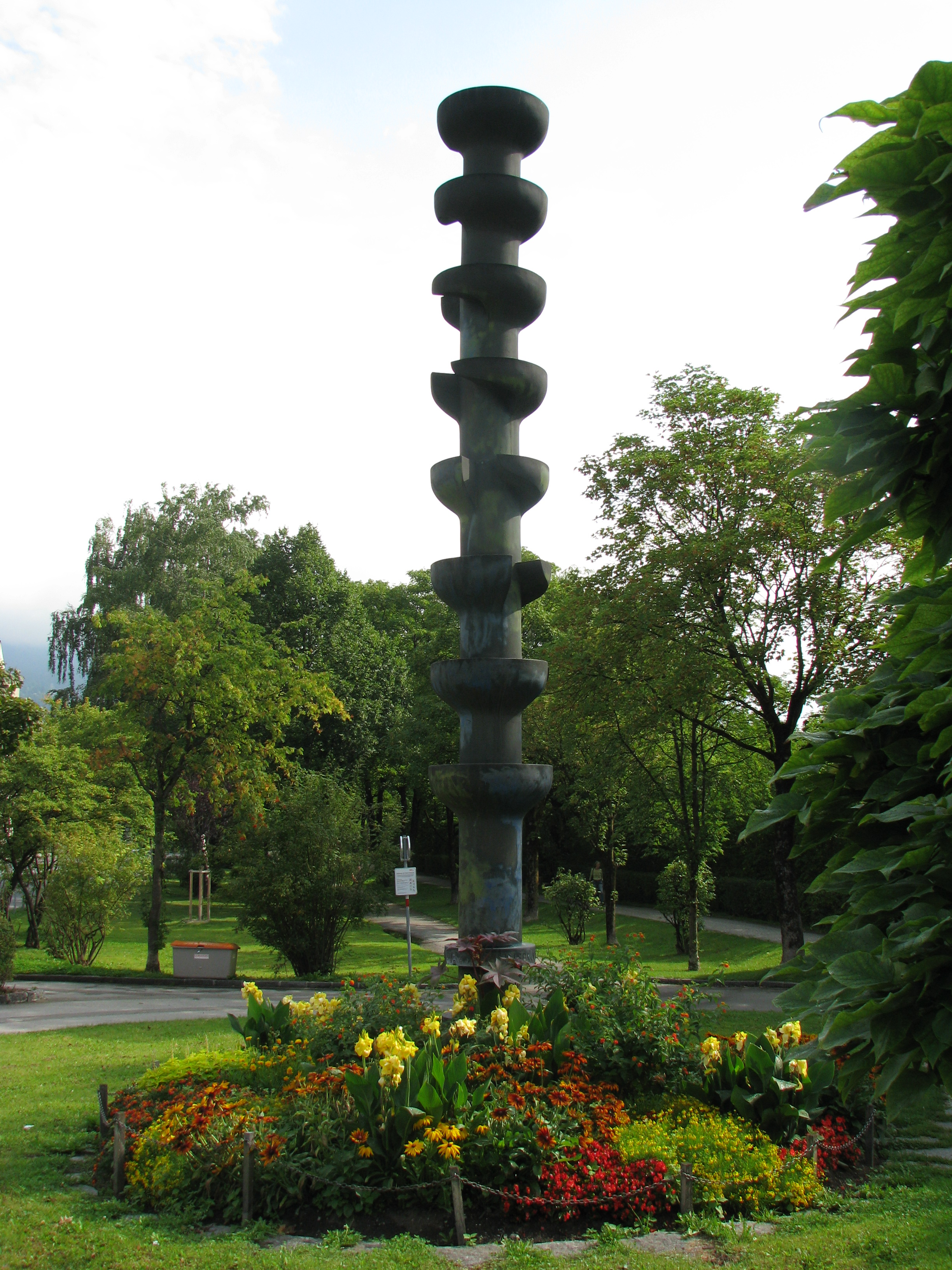
Skulptur an der Freiburger Brücke in Innsbruck (1983)

Heinrich Tilly besuchte von 1948 bis 1952 die Kunstgewerbeschule in Innsbruck und studierte von 1954 bis 1960 an der Akademie der bildenden Künste Wien. 1960 legte er die Lehramtsprüfung für Kunsterziehung ab. Er unterrichtete viele Jahre als Kunsterzieher am Bundesgymnasium St. Johann in Tirol und an der HTL Bau Informatik Design Innsbruck in der FS Bildhauerei. Als Künstler schuf er Wandmalereien, Fresken, Sgraffiti, Skulpturen in Bronze und Stein, Kleinplastiken aus Holz und Krippen. Daneben beschäftigte er sich häufig mit der Telfer Fasnacht und verfasste das Bühnenwerk Mohr von Hörtenberg.

## Werke
- Sgraffito mit Szenen aus Schule und Freizeit, Volksschule Pfaffenschwendt, Fieberbrunn, 1958[5]
- Fassadenmalerei Pietà, Emat-Kapelle, Telfs, 1962[6]
- Bildsäule mit Relief hl. Christophorus an der Brücke über die Kitzbüheler Ache, Kitzbühel, 1963[7]
- Schleicher-Brunnen, Telfs, 1965[8]
- Wandmalerei, Aufbahrungshalle Waidring, 1972[9]
- Raikabrunnen mit Plastik Flötenspielerin, Kitzbühel, 1978[10]
- Skulptur am nördlichen Brückenkopf der Freiburger Brücke, Innsbruck, 1984[11][12]
- Bronzereliefs, Bildsäule Grundzusammenlegung, Oberhofen im Inntal, 1984[13]
- Bronzestatue hl. Nikolaus im Hof der Landwirtschaftsschule Weitau, St. Johann in Tirol, 1986[14]
- Bildtafeln für 9 Kreuzwegstationen, Kalvarienberg Mösern, 1989[15]
- Spielskulptur Drachentier Lusi im Hof der Wohnanlage Bahnhofstraße 15 a–d, Telfs, 1989[16]
- Marmorplastik Mundenschafer, Telfs, um 2000[17]
- Wandgemälde mit Motiven des Telfer Schleicherlaufens, Umfahrungstunnel Obermarkt, Telfs, 2005[8]
- zwei Bronzereliefs mit Motiven des Schleicherlaufens, Umfassungsmauer der Pfarrkirche Telfs[8]